# A csikágói hercegnő
A csikágói hercegnő Kálmán Imre operettje, kétfelvonásos mű.

## Szereplők
- Borisz (Sylvária trónörököse) – lírai tenor
- Lizaveta nagyhercegnő (az anyja)
- Alexej Zénó Luparovics nagyherceg (Moránia uralkodója)
- Rosemary Dragica (morániai hercegnő) – szoprán
- Mr. Benjámin Lloyd (amerikai milliárdos) – szöveges szerep
- Mary (a leánya) – lírai szoprán
- Mr. James Bondy (Mr. Lloyd titkára) – tenor (buffo)
- Perolin (pénzügyminiszter) – tenor
- Edith Rockefeller
- Petneházy Andor (sylváriai kormánytag)
- Adrian Negresco (a trónörökös adjutánsa)
- Ivan Placek (hadnagy, sylváriai kormánytag)
- Főudvarmester
- Lajos úr (bárigazgató, sylváriai kormánytag)
- Főpincér (sylváriai kormánytag)
- Sarah Rotschild
- Bunda Mihály (cigányprímás)
- Bobby (szaxofonos)
- Zsiga (morániai testőr)
- Dide
- Milán
- Apácafőnöknő

## Cselekmény
- Helyszín:  Sylvária kitalált királyság
- Idő: 20. század eleje

## Operettslágerek

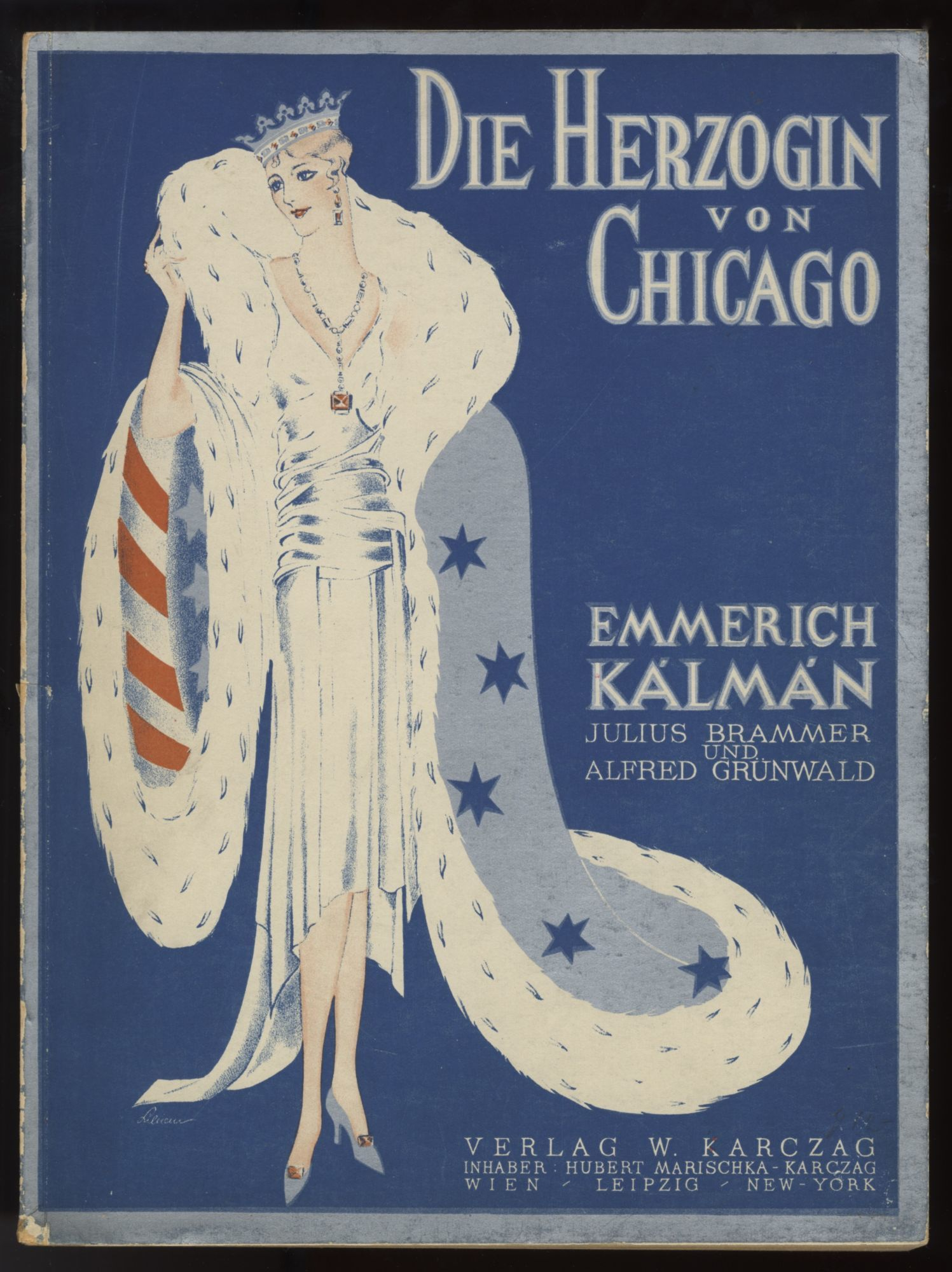
Az operett teljes zongorakivonatának első kiadása

- Charleston, Charleston tanzt man heut! (kórus)
- Wiener Musik, Wiener Musik konntest die Welt einst betören! (Borisz és kórus)
- Wir Ladies aus Amerika sind auch verliebt so hie und da! (Mary és kórus)
- Bobby, jetzt spiel’ mir was auf! (Ensemble és kórus)
- Jazz, das ist die Mode, die Methode, immer nur Jazz (Ensemble és kórus)
- Das war’n noch Zeiten! (Ensemble és kórus)
- Entr’acte (Orchester)
- Machtvoll braust der Heimat Lied dir zu Ehren heut’! (kórus)
- Wenn die Garde schneidig durch die Stadt marschiert (Borisz és gyerekkórus)
- Und in Chicago, wissen sie, was sich da tut! (duett: Mary és Bondy)
- O Rosmarie, o Rosmarie! (duett: Rosemarie és Borisz)
- Armer Borisz, armer Borisz, tust mir leid! (duett: Mary és Borisz)
- Ach das wär’ fein, Mister Bondy! Das wär’ gut, Mister Bondy! (duett: Rosemarie és Bondy)
- Wie sich’s schickt von feinen Leuten (Ensemble és kórus)
- Entr’acte (Orchester)
- Ein kleiner Slowfox mit Mary bei Cocktail und Sherry, das wär so mein Ideal! (Mary)
- Den Walzer hat der Herrgott für Verliebte nur erdacht (duett: Mary és Borisz)
- Wir Ladies aus der neuen Welt (Ensemble és kórus)
- Ja, im Himmel spielt auch schon die Jazzband, alle Englein tanzen Fox! (duett: Rosemarie és Bondy)
- Komm in mein kleines Liebesboot, du Rose der Prärie! (duett: Mary és Borisz)
- Seid umschlungen ihr Millionen, heute gibt’s noch Sensationen (Ensemble és kórus)
- Entr’acte (Orchester)
- Charleston, Charleston tanzt die Welt (kórus)
- Das war’n noch Zeiten! – Reprise (Borisz)
- Wiener Musik, Wiener Musik konntest die Welt einst betören! – Reprise (Borisz)
- Komm in mein kleines Liebesboot, du Rose der Prärie! – Reprise (Borisz)
- Voulez vous Hoppsassachen, voulez vous mit Papachen (duett: Mary és Pankraz)
- Ein kleiner Slowfox mit Mary bei Cocktail und Sherry, das wär’ so mein Ideal! (együttes és kórus)

## Bemutatók
- Die Herzogin von Chicago, Volksoper Wien 2005 (németül)
- Kálmán Imre : A chicágói hercegnő, Budapesti Operettszinház 2018 (magyarul)

## Külső hivatkozások
- Operettenlexikon (németül)

## Fordítás
- Ez a szócikk részben vagy egészben  a   Die Herzogin von Chicago című német Wikipédia-szócikk fordításán alapul.  Az eredeti cikk szerkesztőit annak laptörténete sorolja fel. Ez a jelzés csupán a megfogalmazás eredetét és a szerzői jogokat jelzi, nem szolgál a cikkben szereplő információk forrásmegjelöléseként.